# کلاین اوفنزت-شپاریسهووپ
کلاین اوفنزت-شپاریسهووپ (به آلمانی: Klein Offenseth-Sparrieshoop) یک شهر در آلمان است که در Pinneberg واقع شده‌است. کلاین اوفنزت-شپاریسهووپ ۲٬۹۹۶ نفر جمعیت دارد.